# Криницький Григорій Томкович
Григорій Томкович Криницький (нар. 24 березня 1944, с. Ріпки, нині Горлицького повіту Малопольського воєводства, Польща) — український науковець, педагог, перший віце-президент Лісівничої академії наук України, завідувач кафедри лісівництва, проректор з наукової роботи Національного лісотехнічного університету України, доктор біологічних наук, професор.

## Освіта, наукові ступені та вчені звання
У 1969 р. закінчив Львівський лісотехнічний інститут (нині — НЛТУ України, м. Львів), здобувши кваліфікацію «Інженер лісового господарства».
Докторську дисертацію на тему: «Морфофізіологічні основи селекції деревних рослин» захистив у 1993 р. в Українській сільськогосподарській академії (тепер — НУБіП України, м. Київ). Вчене звання «професор» отримав у 1994 р. на кафедрі лісівництва Українського державного лісотехнічного університету (нині — НЛТУ України, м. Львів).

## Трудова діяльність
- З 1969 по 1972 рр. працював на посадах — інженера та наукового співробітника.
- У 1972—1975 рр. навчався в аспірантурі при кафедрі лісівництва ЛЛТІ.
- У 1976—1980 рр. працював науковим співробітником та старшим викладачем у ЛЛТІ.
- У 1980—1983 рр. — доцент, а з 1983 р. — завідувач кафедри дендрології і деревинознавства.
- У 1991—1994 рр. декан лісогосподарського факультету ЛЛТІ, а з 1994 р. й до цього часу — проректор з наукової роботи та завідувач кафедри лісівництва в Українському державному лісотехнічному університеті (тепер — НЛТУ України, м. Львів).

Здійснює підготовку фахівців з напряму «Лісове і садово-паркове господарство» за спеціальностями «Лісове господарство», «Мисливське господарство» та «Садово-паркове господарство». Викладає дисципліни «Фізіологія рослин» та «Лісознавство».

## Наукова і педагогічна діяльність
Наукові праці присвячені вивченню:
- морфофізіологічних основ селекції деревних рослин;
- електрофізіологічних процесів у деревних рослин;
- закономірностей сукцесійного розвитку молодняків на зрубах;
- фізіолого-біохімічних аспектів життєдіяльності дерев;
- пострадіаційних закономірностей росту і розвитку деревних рослин у зоні відчуження Чорнобильської АЕС.

За результатами завершених наукових досліджень розробив:
- теоретичні та методичні основи нового морфофізіологічного напряму в лісовій селекції;
- біоелектричний метод дослідження життєвості дерев;
- морфофізіологічну концепцію триступеневого селекційного відбору дерев;
- шкалу виявлення високопродуктивних дерев за фізіологобіохімічними показниками.

Вперше в умовах Львівського Розточчя:
- провів комплексні морфофізіологічні дослідження росту і збереженості географічних культур сосни звичайної.
- створив 8 науково-виробничих стаціонарів у лісостанах основних лісотвірних деревних порід, які нині використовують для розробки рекомендацій з поступового переведення лісового господарства на вибіркову систему господарювання.

Під керівництвом Г. Криницького підготовлено й захищено 11 кандидатських та шість докторських дисертацій. Він є Головою спеціалізованої вченої ради із захисту докторських і кандидатських дисертацій в НЛТУ України зі спеціальності 06.03.01 — лісові культури та фітомеліорація (сільськогосподарські науки) та 06.03.03 — лісознавство і лісівництво (сільськогосподарські та біологічні науки), яку очолює понад 16 років, а також членом спеціалізованої вченої ради в НУБіП України (м. Київ).

## Публікації
Професор Криницький Г. Т. є автором понад 270 наукових, науково-популярних, навчально-методичних праць.
Найважливіші серед них:
1. Бондаренко В. Д. Стратегія і тактика природоохоронної діяльності лісового заповідника [В. Д. Бондаренко, Г. Т. Криницький, В. О. Крамарець та ін.]. — Львів: Сполом, 2006. — 408 с.
2. Криницький Г. Т. Букові ліси Західного Поділля / Г. Т. Криницький, І. М. Попадинець, В. Д. Бондаренко, В. О. Крамарець. — Тернопіль: Укрмедкнига, 2004. — 168 с.

## Відзнаки
- «Почесний лісівник України»;
- «Відмінник освіти України»;
- «Відмінник лісового господарства України»;
- «Заслужений діяч науки і техніки України».